# Václav Pilát (fotbalista)
Václav Pilát (6. května 1888, Praha – 28. ledna 1971) byl český fotbalista, jedna z legendárních postav počátků české kopané, československý reprezentant.

## Sportovní kariéra
Měl být tvůrcem tzv. české uličky, tedy herního prvku, kdy hráč prostrkává balón mezi dvěma obránci ze strany nabíhajícímu útočníkovi. Za československou reprezentaci odehrál v letech 1920–1922 čtyři utkání, tato skromná bilance je však způsobena jen tím, že v začátcích československé reprezentace již končil svou bohatou kariéru. Nastoupil nicméně v historickém prvním oficiálním reprezentačním utkání – s Jugoslávií na olympijských hrách v Antverpách roku 1920 (byť hrál již na tzv. Pershingově olympiádě v Paříži roku 1919, utkání zde sehraná však později neuznaly všechny zúčastněné strany, a tak nejsou oficiální). Byl člen takzvané "železné Sparty", tedy slavného mužstva Sparty z první poloviny 20. let 20. století. Za Spartu sehrál 443 zápasů a vstřelil v nich 323 branek. Se Spartou se stal třikrát českým mistrem – vítězem mistrovství Českého svazu fotbalového v roce 1912, 1919 a 1922 a mnohokráte středočeským mistrem (vítězem tzv. Středočeské 1. třídy, obvykle nazývané Středočeská liga) – v letech 1920, 1921 a 1923 šlo o nejvyšší a nejprestižnější soutěž v zemi. Do ligové soutěže zasáhl na sklonku své kariéry v klubu ČAFC Vinohrady. Zúčastnil se bojů 1. světové války, v nichž byl těžce raněn – dokázal se i tak vrátit k fotbalu, ovšem jeho výkonnost se vinou handicapu nikdy nevrátila na předválečnou úroveň, o níž kolují legendy, podobně jako u jiných průkopníků českého fotbalu, o jejichž skutečné hře neexistují objektivní záznamy (například u Jana Koška). Český sportovní novinář a historik Zdeněk Šálek o něm napsal: "Urostlý, technicky mimořádně vybavený, mozkem hrající fotbalista. Měl dirigentský smysl, rozdával nezištné, nečekané přihrávky. Byl prvním špílmachrem naší kopané."

## Ligová bilance
- První ligové utkání: 1. března 1925 ČAFC Vinohrady-Čechie Karlín 0:0
- První ligová branka: 10. května 1925 ČAFC Vinohrady-SK Libeň 1:0
- Poslední ligová branka: 13. prosince 1925 Slavoj Žižkov-ČAFC Vinohrady 2:3
- Poslední ligové utkání: 30. května 1926 Viktoria Žižkov-ČAFC Vinohrady 8:1

| Ročník  | Zápasy | Góly | Klub           |
| ------- | ------ | ---- | -------------- |
| 1925    | 5      | 1    | ČAFC Vinohrady |
| 1925/26 | 14     | 2    | ČAFC Vinohrady |
| CELKEM  | 19     | 3    |                |